# Mer bordière

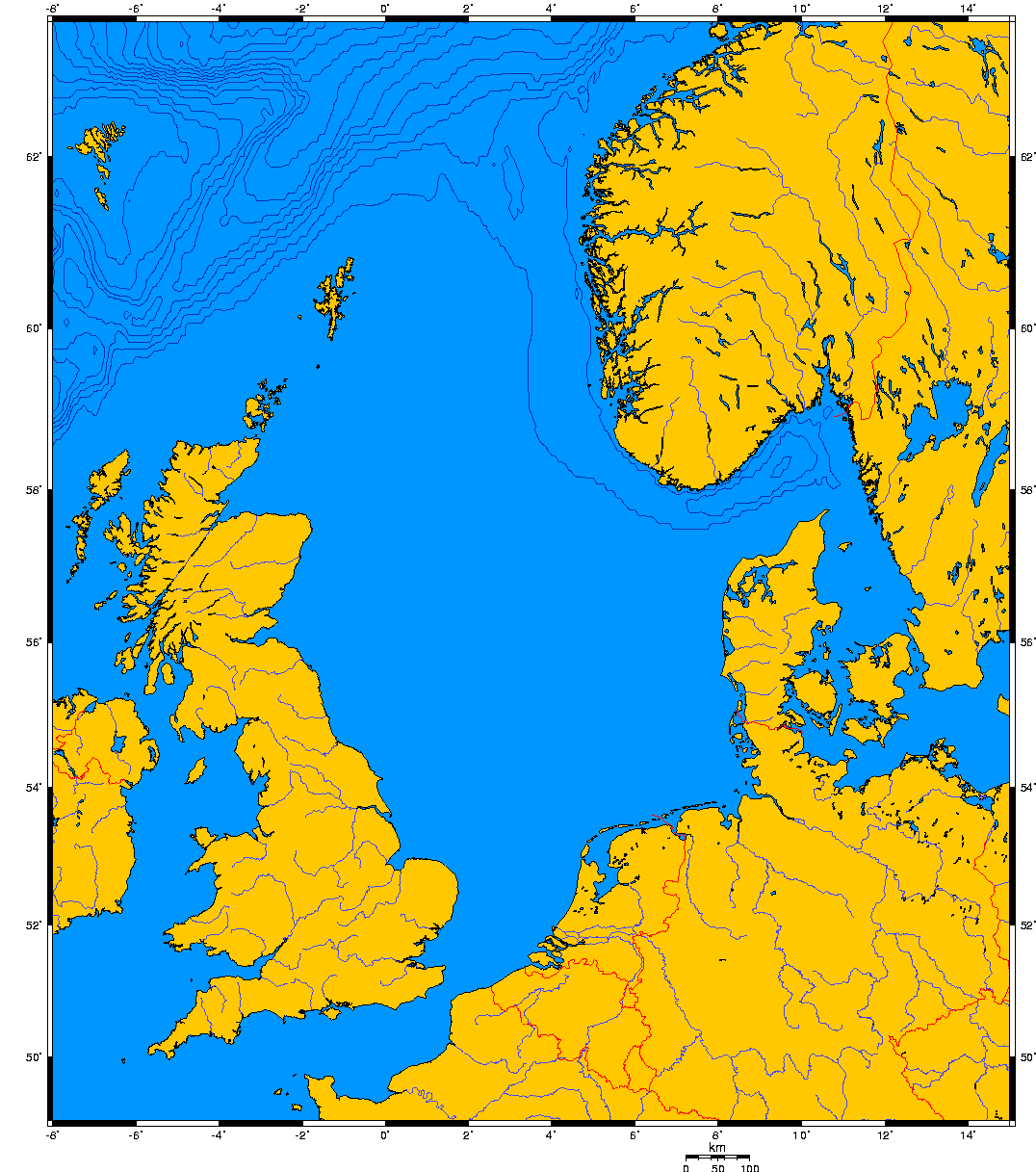
Exemple de mer bordière : la mer du Nord.

Une mer bordière est une mer en bordure d'un océan avec lequel elle communique largement. Elle se situe sur la marge continentale. Le terme est aussi utilisé comme synonyme de mer épicontinentale. Sa large ouverture sur l'océan en fait une extension naturelle de l'océan d'un point de vue océanographique.

## Exemples de mers bordières
- La mer d'Irlande est une mer bordière de l'océan Atlantique.
- La mer d'Andaman est une mer bordière de l'océan Indien.
- La mer de Chine méridionale ou mer de Chine du Sud est une mer bordière de l'océan Pacifique.
- La mer de Sibérie orientale est une mer bordière de l'océan Arctique.

## Source
- (fr) Définition du terme sur Ifremer